# Carlos Restrepo Canal
Carlos Eduardo Restrepo Canal (Bogotá, 16 de diciembre de 1896-Bogotá, 2 de marzo de 1984) fue un abogado, escritor, diplomático, cronista, académico, poeta, pintor e historiador colombiano miembro del Partido Conservador Colombiano. Su aporte a la educación y cultura colombiana fue prolífico.
Era miembro del Instituto de Cultura Hispánica y numerario de la Academia Colombiana de Historia desde 1936, y de la Lengua. Fue fundador del Instituto Colombiano de Cultura Hispánica, y colaborador frecuente de los periódicos El Siglo y Diario Gráfico.
A nombre del conservatismo, fue director del Archivo del Congreso entre 1921 y 1932; secretario de la Cámara de Representantes en 1932 y Secretario del Consejo Nacional de Educación de Colombia; así como director de investigaciones de la Biblioteca Nacional de Colombia. Fue cónsul en Sevilla, España.

## Obras
- La esclavitud en Colombia (1933)
- La libertad de los esclavos en Colombia. (1938)
- Selección histórica y literaria
- España en los clásicos colombianoas (1952)
- Derecho indiano del Nuevo Reino de Granada (1959)
- José María Rojas Garrido: 1824-1833 (1960)
- El anticristo: Nota bibliográfica retrospectiva (1961)
- El político y el historiador (1961)
- La Ruta de Bolivar (1961)
- América española y América latina (1962)
- Caro en la biblioteca Menéndez y Pelayo (1962)
- Santa Teresa de Jesús y el cuarto centenario de la reforma carmelitana (1962)
- Felipe II (1962)
- El colegio de la Merced al cumplir los ciento treinta años de su fundación (1962)
- La historia de Bogotá. El terremoto de 1743 (1963)
- El pensamiento político de los próceres neogranadinos de 1810 a 1821 (1963)
- Divagaciones críticas sobre tres pintores sevillanos (1964)
- A propósito de don Andrés Bello (1965)
- El padre Félix Restrepo (1965)
- Isabel Lleras de Ospina (1965)
- Los archivos y la divulgación del conocimiento de la historía (1965)
- Comentario de un libro y de una época histórica (1966)
- A propósito del Archivo Nacional (1967)
- El padre Evasio Rabagliati, benefactor y apóstol (1969)
- José Félix de Restrepo, jurisconsulto, humanista y hombre de estado, 1760-1832 (1970)
- La Nueva Granada (1971)